# 日本を元気にする会
日本を元気にする会（にっぽんをげんきにするかい、英語: The Assembly to Energize Japan）は、かつて存在した日本の政党・政治団体。政党略称は、元気にする会、元気会、元気。1字表記の際は、気と表記される。
なお、2005年に設立された同名の特定非営利活動法人（会長：山本嘉一郎 - 山本山代表取締役社長）があるが無関係。こちらの読みは「にほんをげんきにするかい」である。

## 概要
2014年11月28日に解党したみんなの党に所属していた6名の無所属議員で、12月18日に参議院院内会派として結成され、参議院事務局に届け出された。その後、2015年1月1日に政党を組織し、1月8日に会派参加者のうち4人と、次世代の党に離党届を提出していたアントニオ猪木の計5名で、東京都選挙管理委員会を通じて総務大臣に政党として設立を届け出た。いずれも代表者は松田公太。
松田は会派設立時に「みんなの党は結党の理念が途中で無くなってしまった。われわれは結党の理念をこれからも守り、日本の政治に第3極が絶対に必要だという思いの下で活動していく。」と述べた。
2016年1月に離党者が出たことで、政党要件を満たさない政治団体となった。同年7月の第24回参議院議員通常選挙には候補者の擁立をせず、松田も政界を引退し、選挙後に院内会派も解散。2018年末に正式に解散を届け出た。

### 名称
- 名称について松田は、"会派設立届けの提出締切の直前に事務所で昼食を取りながら会派名について相談するなか、中々全員がピンとこないでいたところ、たまたま思い付きで「ここにいるメンバーは、しがらみなく、日本を元気にしたいと言っている。シンプルに『日本を元気にする会』も良いかもしれませんね」と言ったところ、その場にいた全員が思いのほか「いいね!」と賛成した"ため。としている[10]。
- なお「元気ですかー！」の挨拶で有名なアントニオ猪木が在籍していることから党名に「元気」を入れたのではとの意見があるが、実際は猪木は別の党名を希望していたと山田太郎が話している[11]。

## 歴史

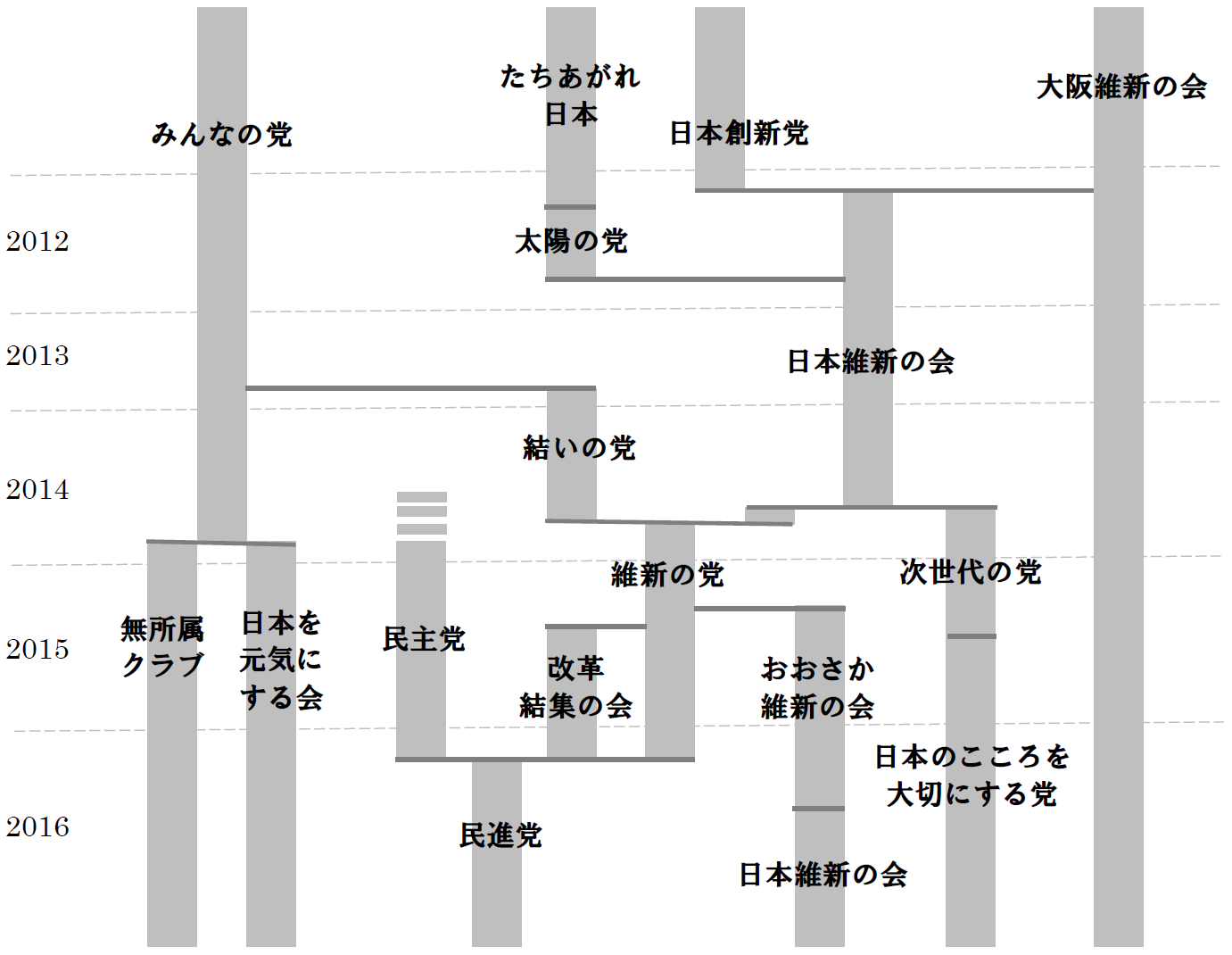
2010年代の第三極の離合集散

### 会派結成まで
2014年11月19日、みんなの党両院議員総会で挙手採決の結果、解党が正式決定。この時点で党所属参議院議員は12名であった。前代表の渡辺喜美衆議院議員が、三谷英弘衆議院議員、渡辺美知太郎（渡辺の甥）、井上義行、薬師寺道代の各参議院議員とともに新党結成を模索するも、薬師寺が不参加を表明したため政党要件の確保が難航し断念。11月26日にこれとは別に新党結成を模索していた松沢成文、和田政宗両参議院議員が次世代の党に入党。同月28日解党し、参議院議員10名は無所属のまま会派「みんなの党」に所属となった。
12月18日、松田公太、田中茂、井上義行、行田邦子、山口和之、山田太郎の6名が参議院事務局に新会派「日本を元気にする会」の設立と会派移動を届け出る。なお同日、会派「みんなの党」に残った水野賢一、中西健治、薬師寺道代、渡辺美知太郎の4名は会派名を「無所属クラブ」に変更した。
国会議員が5人以上参加しているため政治団体として総務大臣に届け出れば政党要件を満たすことができるが、松田は「ゴールをお互い共有していけるかどうかは更に深くお付き合いをしていくなかで確認するべきものだと思います。つまり、最初から「結婚」するのではなく、まずは別れることも可能だという状況下でステディーとしての「お付き合い」をさせて頂くのが一番良い方法」とし、党議拘束を設けない会派としてともに活動する中で政策や目指す理念の一致性を確認していくと述べていた。そのうえで、将来の政党への発展性は現時点で「まだ白紙です」と述べていた。
12月24日、特別国会における首班指名で自主投票。松田自身と山口が松田に、山田が自身に、田中と井上は安倍晋三に投票し、行田は白票を投じた。また、同日旧みんなの党会派が使用していた37番控室を、パーティションで区切り、日本を元気にする会と無所属クラブが共同で使用することとなった。

### 松田公太代表時代
2015年1月1日に政党を組織し、1月8日に東京都選挙管理委員会を通じて総務大臣に政党として設立を届け出た。同党には参院会派「日本を元気にする会」のメンバーのうち、田中と行田を除く松田、山田、井上、山口と、次世代の党に離党届を提出していたアントニオ猪木の計5名で、政党要件を満たす政党としてスタートした（次世代の党は翌9日、猪木の離党を正式了承。19日に猪木も会派に加わる）。結成にはほかに、元みんなの党所属の都議会議員音喜多駿が加わっている。
1月13日、党役職を決定・発表した。
こののち、元々の会派名である「日本を元気にする会」が政党名に使われ、政党「日本を元気にする会」に参加していない議員を含む会派となったことから、1月26日に参議院事務局に会派名を「日本を元気にする会・無所属会」として変更を届け出た。
同年4月の第18回統一地方選挙では関東地方の市区議選挙を中心に15人の公認候補者を擁立。当選者は特別区議3名にとどまった。
9月には平和安全法制の修正案を次世代の党・新党改革と共同提出した。修正案は最終的に付帯決議に取り込まれる形で与党に受け入れられ、3党は賛成に回った。
12月7日、国対委員長の井上義行が離党届を提出。離党届が受理されれば所属議員が5人を下回るため、新たに国会議員が入党しない限り日本を元気にする会は政党要件を喪失する。離党届は留め置かれたまま、22日に会派のみ離脱。12月24日には、党籍は元気に残したまま自民党会派に加入した。
2016年1月6日、参議院で維新の党との統一会派「維新・元気の会」を結成した。「日本を元気にする会・無所属会」に無所属のまま加わっていた行田と田中はここで離脱した。
1月13日、井上の離党届が受理される。これにより、日本を元気にする会は政党要件を失った。同日、東京都議会議員の音喜多および新宿区議会議員の伊藤陽平も離党届を提出した。
3月4日、維新の党との統一会派を解消した。維新の党が民主党と合流することが決まったことによる措置で、両党は日本を元気にする会にも新党（のちの民進党）への参加を呼び掛けていたが元気側は固辞した。
4月15日、山田が離党届を提出。おおさか維新の会に入党するも、参院選の選挙区調整について党執行部と対立して短期間で除名され、無所属となる。山田はこれ以降も元気会派に留まった。

### 松田代表の辞任と院内会派解散
6月2日、松田が「政党助成法上の政党要件を失った責任を取る」とし、同日付で代表を辞任したことを明らかにした。後任の代表には、最高顧問の猪木が就任。政党要件の回復を目指し、おおさか維新の会を離党していた山田太郎・浜田和幸両参議院議員に合流を呼びかけたが実現しなかった。7月10日投開票の第24回参議院議員通常選挙に向けては、作家の乙武洋匡や横山北斗元衆議院議員の擁立を検討していたが実現せず、松田も出馬せずに政界引退を表明し、国会に議席を置く政党ならびに政治団体としては唯一、公認候補者の擁立ならびに候補者の支援・推薦を見送った（所属国会議員は山口、猪木の2名となる）。
7月27日、第24回参院選の結果を受けた参議院事務局への各会派所属議員の届け出が締め切られ、参議院の会派別新勢力が確定した。会派「日本を元気にする会・無所属会」は解散し、会派代表を務めた猪木は会派「無所属クラブ」に異動、山口はどの会派にも属しない議員となった。政治団体としての「日本を元気にする会」は存続しているが、これ以降は定例記者会見や公式Facebook、Twitterなどの更新は行われなくなる。

### 院内会派解散後
11月、公式ホームページの所属議員一覧から猪木の項が削除され、後任の代表には渋谷区議会議員の田中匠身が就任したと発表。猪木は12月末に正式に離党。
2017年5月、公式ホームページの所属議員一覧から山口の項が削除される。これにより、党所属の現職国会議員は居なくなった。
2017年以降は活動の実態が事実上無くなり、同年末頃には新宿区四谷に構えていた党本部を退去し、主たる事務所の所在地が渋谷区笹塚にある田中の事務所となった。12月31日にはVoteJapan（会員向けの政策議論・投票プラットフォーム）を閉鎖し、2018年10月には党公式ホームページも閉鎖された。この時点では党には田中のほか、埼玉県朝霞市議会議員の松下昌代と、北区議会議員の斉藤里恵の3名の地方議員が在籍していた。
2018年12月10日、正式に解散を届け出た。一方で2019年1月11日には旧日本を元気にする会の最後の代表だった田中匠身が、同名の政治団体「日本を元気にする会」の再設立を届け出た。
2019年4月の第19回統一地方選挙では前半戦において松下が埼玉県議会議員選挙に鞍替えし、自民党推薦の無所属で立候補したが落選。後半戦では斉藤は立候補の準備を進めていたが出馬を見送り、田中のみが無所属で出馬し、再選した。
同年7月の第25回参議院議員通常選挙では、山田と井上が自民党から、山口と音喜多が日本維新の会から、斉藤が立憲民主党から出馬し、かつての所属議員が党派を分かれて戦う形となった（猪木は出馬せず、引退）。投開票の結果、山田と音喜多が当選した。

## 政策・理念

### 間接民主制の直接民主主義的な運用

#### 比率賛否に応じた割合投票
年に3つか4つある国論を二分するような重要な法案について会員（他の政党でいう党員）でネット投票を行い、仮にその結果会員の60%が支持、40%が反対していて、日本を元気にする会が国会に10議席を有している場合、党所属国会議員の6人が賛成票を、4人が反対票を投じるとしている。これはハンガリーのインターネット民主党の仕組みと同じである。
松田は国論を二分するような重要な法案は年に3つか4つであると発言しており、それ以外の大多数の法案については会員によるネット投票を行わず議員の独断で1票を投じる（党議拘束を行わない）。
2015年3月をめどに会員向けの投票ができるスマートフォンアプリを作るとしていたが、2015年4月に入ってもスマートフォンアプリを発表していない。
第一回目の会員によるネット投票として、党名変更の是非を問う会員投票を行った結果、反対が多数であったため、党名を変更しないことにしたと発表した。
4月30日、液体民主主義を掲げているドイツ海賊党のヘルベルクベルリン州議会議員、ケルナー党首、ティンギロウティス事務局長と会談した。ドイツ海賊党とは今後も密に連携を取っていくとしている。
9月19日、安保法制に関するネット投票を行っていたにもかかわらず割合投票は行わず、参議院本会議にて元気会所属参議院議員5名全員が安保法制に賛成票を投じた。
|       | 議題                                             | 選択肢1                                              | 選択肢2                                              | 有権者数（会員数） | 投票総数                 | 備考 |
| ----- | ------------------------------------------------ | ---------------------------------------------------- | ---------------------------------------------------- | ------------------ | ------------------------ | --- |
| 第1回 | 日本を元気にする会は、党名を変えるべきか？       | 党名を変えるべき （得票数非公表・得票率48.2%）       | 党名はこのままにすべき （得票数非公表・得票率51.8%） | 非公表             | 非公表（少なくとも56人） | 党名変更しないことが決定 |
| 第2回 | 派遣法改正案についての賛否                       | 改正案に賛成 （得票数非公表・得票率51%）             | 改正案に反対 （得票数非公表・得票率49%）             | 非公表             | 非公表                   | 2015年9月9日、参議院本会議にて所属参議院議員5人のうち3人が賛成票、2人が反対票を投じた 衆議院議員は不在                                         |
| 第3回 | 安全保障法制についての賛否                       | 安保法制に賛成                                       | 安保法制に反対                                       | 非公表             | 非公表                   | 2015年9月19日、ネット投票には従わず所属参議院議員5名全員が安保法制に賛成票を投じた。                                                           |
| 第4回 | 【緊急】安全保障法制へ歯止めをかけることへの賛否 | 歯止めをかけることに賛成 （得票数非公表・得票率83%） | 歯止めをかけることに反対 （得票数非公表・得票率17%） | 非公表             | 非公表                   | 設問は注釈を参照。 2015年9月17日の「参議院我が国及び国際社会の平和安全法制に関する特別委員会」にて、委員の山田太郎は安保法制に賛成票を投じた。 |

#### 政治団体「支持政党なし」との類似性
第47回衆議院議員総選挙比例北海道ブロックで10万票を獲得した政治団体「支持政党なし」もインターネットを通じて法案の賛否を図るとしており、支持政党なし代表の佐野秀光は日本を元気にする会は支持政党なしの「パクリ」であると主張している。北海道新聞では支持政党なしの大量得票に刺激された可能性を指摘している。
日本を元気にする会と支持政党なしの違う所は、支持政党なしは全ての法案に対してネットで法案の賛否を問うのに対して、日本を元気にする会は年に3つか4つある国論を二分するような重要な法案のみネットで法案の賛否を問うとしている。また支持政党なしは政策一切なしだが日本を元気にする会は政策を持っている。
支持政党なしは日本を元気にする会の主張について「重要かどうかをどうやって決めるのか」「例え自分には全く関係のない法案でも、その法案の行方で職業を失う人や大きく人生が変わる人もいる」と批判し、ごく一部の法案のみしかネットで賛否を問わないのは問題であると主張している。
山田太郎政調会長は「支持政党なしのパクリ党だと言ってるんですけど、どうぞ言っていただいて結構だと思います」「（支持政党なしは）インターネットでの意見をそのまま国政に入れて自分たちは何もしません、何もやらないのが一番いいんだって言うんだけど、それは違います」と述べ、議員には翻訳や世論形成などの役割があると主張している。また「インターネットを使う意味においては発想は似ているのかもしれませんけど議員一人ひとりに課されたものは違う」と反論している。
また、松田公太代表も両党の理念の違いを指摘しているが、一方で「直接型民主制を標榜する団体・組織にはぜひ頑張って頂き、一緒にその基本的な考え方を広めて頂きたい」との考えも述べている。

### 綱領
綱領では自由経済、小さな政府、機会の平等、セーフティーネット確立、そして平和の為の主導的外交などの政策を基本理念と位置付けていた。基本政策には大胆な財政健全化計画の策定や、徹底した規制緩和、自由貿易の促進を掲げた。

## 役職

### 歴代代表一覧
| 代 | 代表 | 代表           | 在任期間                    | 備考                   |
| -- | ---- | -------------- | --------------------------- | ---------------------- |
| 1  |      | 松田公太       | 2015年1月1日 - 2016年6月2日 | 参議院議員             |
| 2  |      | アントニオ猪木 | 2016年6月3日 - 2016年11月   | 参議院議員             |
| 3  |      | 田中匠身       | 2016年11月 - 2018年12月10日 | 東京都・渋谷区議会議員 |

### 歴代の役員表
| 代表           | 幹事長   | 幹事長代理 | 政策調査 会長 | 国会対策 委員長 | 広報委員長 | 女性局長   | 最高顧問       | 就任年月   |
| -------------- | -------- | ---------- | ------------- | --------------- | ---------- | ---------- | -------------- | ---------- |
| 松田公太       | 松田公太 | 山田太郎   | 山田太郎      | 井上義行        | 山口和之   |            | アントニオ猪木 | 2015年1月  |
| 松田公太       | 松田公太 | 山田太郎   | 山田太郎      | （空席）        | 山口和之   | 2015年12月 | アントニオ猪木 |            |
| 松田公太       | 松田公太 | （空席）   | （空席）      | （空席）        | 山口和之   | 松下昌代   | アントニオ猪木 | 2016年5月  |
| アントニオ猪木 | （空席） | （空席）   | （空席）      | （空席）        | 山口和之   | 松下昌代   | アントニオ猪木 | 2016年6月  |
| 田中匠身       | （空席） | （空席）   | （空席）      | （空席）        | 山口和之   | 松下昌代   | （空席）       | 2016年11月 |
| 田中匠身       | （空席） | （空席）   | （空席）      | （空席）        | （空席）   | 松下昌代   | （空席）       | 2017年5月  |

## 所属議員
2018年9月7日時点（肩書はその当時のもの）
- 田中匠身 - 東京都渋谷区議会議員、党代表。2015年初当選、2019年再選。
- 松下昌代 - 埼玉県朝霞市議会議員。2019年4月、県議選に鞍替えし落選。2025年、朝霞市長選で当選。
- 斉藤里恵 - 東京都北区議会議員。2019年、立憲民主党から参院選出馬し落選。
- 松田公太 - 前参議院議員、元党代表兼幹事長。2016年7月、政界引退。

### 過去の所属議員
- アントニオ猪木 - 参議院議員。前党代表・最高顧問。2016年12月離党。2019年7月、出馬せず政界引退。
- 山田太郎 - 前参議院議員、元党政調会長。2016年4月離党。おおさか維新の会などを経て、自由民主党に移籍。2019年7月、当選。
- 井上義行 - 参議院議員。元党国対委員長。2016年1月離党、自民党会派に移籍。2019年7月、落選。
- 山口和之 - 参議院議員。元党広報委員長。2019年1月、日本維新の会に移籍。2019年7月、落選。
- 音喜多駿 - 東京都議会議員。2016年1月離党。都民ファーストの会を経て2018年10月、あたらしい党を結党。2019年4月、北区長選に出馬し落選。2019年7月、日本維新の会から参院選に出馬し当選。
- 伊藤陽平 - 東京都新宿区議会議員。2016年1月離党。2018年、あたらしい党に参加。2019年再選。同年あたらしい党を離党。
- 近藤智明 - 前埼玉県川口市市議会議員。2015年落選、2019年は立憲民主党から出馬し当選。
- 横田政直 - 前東京都杉並区議会議員。2015年落選、2019年はみんなの党（政治団体）から出馬し落選。
- 渡辺達也 - 前東京都稲城市議会議員。2015年落選。
- 関谷二葉 - 前東京都豊島区議会議員。2015年落選。
- 石川直行 - 前東京都中野区議会議員。2015年落選。